# Железная дорога

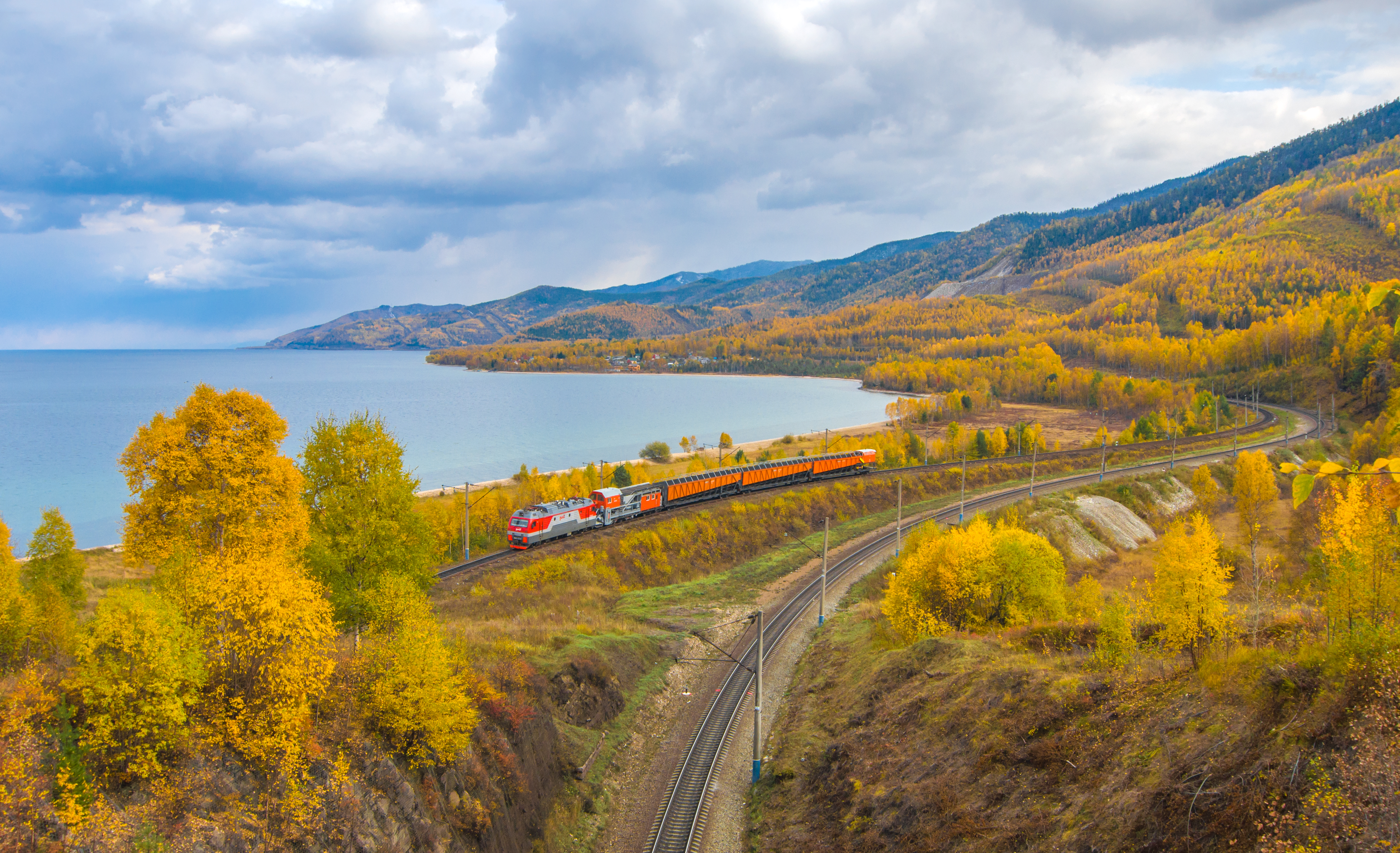
Транссибирская магистраль на берегу Байкала близ Слюдянки.

Желе́зная доро́га — дорога с рельсовыми путями, предназначенная для передвижения железнодорожного подвижного состава. 
Железные дороги используются для быстрой перевозки грузов и пассажиров колёсными транспортными средствами. Для таких перевозок по железной дороге предназначен железнодорожный транспорт.
Понятие железная дорога (устар. чугунка, железка, железнярка) обозначает оборудованную рельсами полосу земли либо поверхности искусственного сооружения (тоннель, мост, эстакада), которая используется для движения рельсовых транспортных средств. Железная дорога может состоять из одного пути или нескольких. Железные дороги бывают с электрической, дизельной, турбинной, паровой или комбинированной тягой. Особый вид железных дорог — зубчатые. Обычно железные дороги оборудуются системой сигнализации, а железные дороги на электрической тяге — также контактной сетью. Различают железные дороги общего пользования, промышленные железные дороги (подъездные пути предприятий и организаций) и городские железные дороги — метрополитен и трамвай.
Термин железная дорога также используется для обозначения транспортной железнодорожной системы по перевозке пассажиров и грузов вообще. Совокупность всех эксплуатируемых железных дорог называется железнодоро́жной сетью, что является транспортной системой для перевозки грузов и пассажиров.
По количеству путей железные дороги бывают однопутные, двухпутные и многопутные.

## История

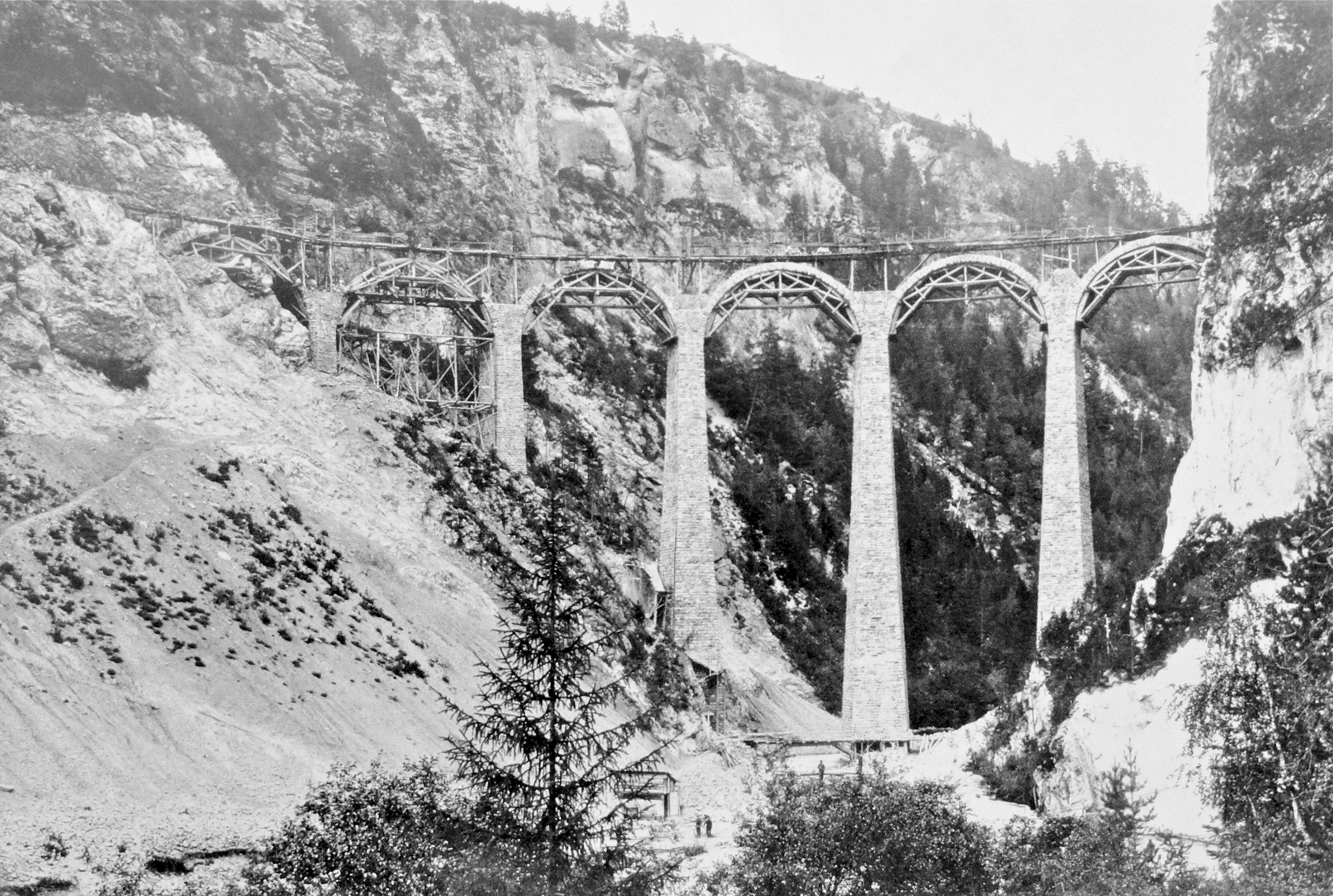
Строительство виадука Ландвассер в сентябре 1902 года

В древности люди делали деревянные или каменные рельсовые колеи, по которым можно было передвигать что-либо. В XV веке появились чугунные рельсы, по которым с помощью конной тяги или канатной тяги перемещали грузы в рудниках Англии, Ирландии, а позже — во Франции, России, других странах. В 1820 году Джоном Бёркиншоу были изобретены железные рельсы, значительно превосходившие чугунные по качеству, что дало импульс к постройке больших железных дорог. С 1825 года в Англии на железной дороге начинают применять паровозную тягу (железная дорога Стоктон — Дарлингтон). В 1830 году в Англии начала действовать большая железная дорога между Ливерпулем и Манчестером, а в США начала действовать самая первая железная дорога. К 1840 году протяжённость железных дорог в Великобритании составила уже 2390 км.
Самой большой железнодорожной сетью в истории располагали США в 1916 году — 429 тыс. км, после чего она стала уменьшаться.
С 1836 года в Нижнем Тагиле начала действовать заводская железная дорога, соединившая Выйский завод и Меднорудянский рудник, на которой использовались паровозы Черепановых. В 1837 году в России начали эксплуатировать первую публичную железную дорогу между Петербургом и Царским Селом. В 1851 году была построена двухпутная железная дорога Москва — Санкт-Петербург.

## Железнодорожная сеть современного мира

Плотность железнодорожной сети по странам

По данным на 2016 год, общая протяжённость железных дорог мира составляла 13,2 млн. км, при этом более половины их общей длины приходилось на США, Россию, Канаду, Индию, Китай, Австралию, Аргентину, Францию, Германию и Бразилию. Самая густая железнодорожная сеть находится в Европе. При этом в мире имеются огромные пространства, где железнодорожная сеть очень редка или вообще отсутствует.

## Характеристики железных дорог
Рельсовая колея образована из рельсов, шпал, скреплений и других элементов, которые вместе составляют верхнее строение пути. Верхнее строение пути укладывают на земляное полотно, представляющее собой заранее подготовленную поверхность земли, которое в совокупности с искусственными сооружениями в местах пересечения железнодорожным путём рек, крупных ручьёв, оврагов и т. п. образуют нижнее строение пути.
К основным характеристикам рельсового пути относят ширину колеи. Обычно в одной стране применяется одинаковая ширина колеи для всей железнодорожной сети. Однако встречаются исключения в силу исторических, технических или природных причин (например, на горных дорогах). Различают ширококолейные (например, 1520 мм в СССР (и сейчас в странах, которые ранее входили в СССР), 1435 мм во многих странах Западной Европы, 1676 мм в Индии и ряде других стран) и узкоколейные железные дороги (например, 762, 891, 914, 1000 мм). Узкоколейные дороги часто построены как подъездные пути к промышленным предприятиям.

## Строительство железных дорог

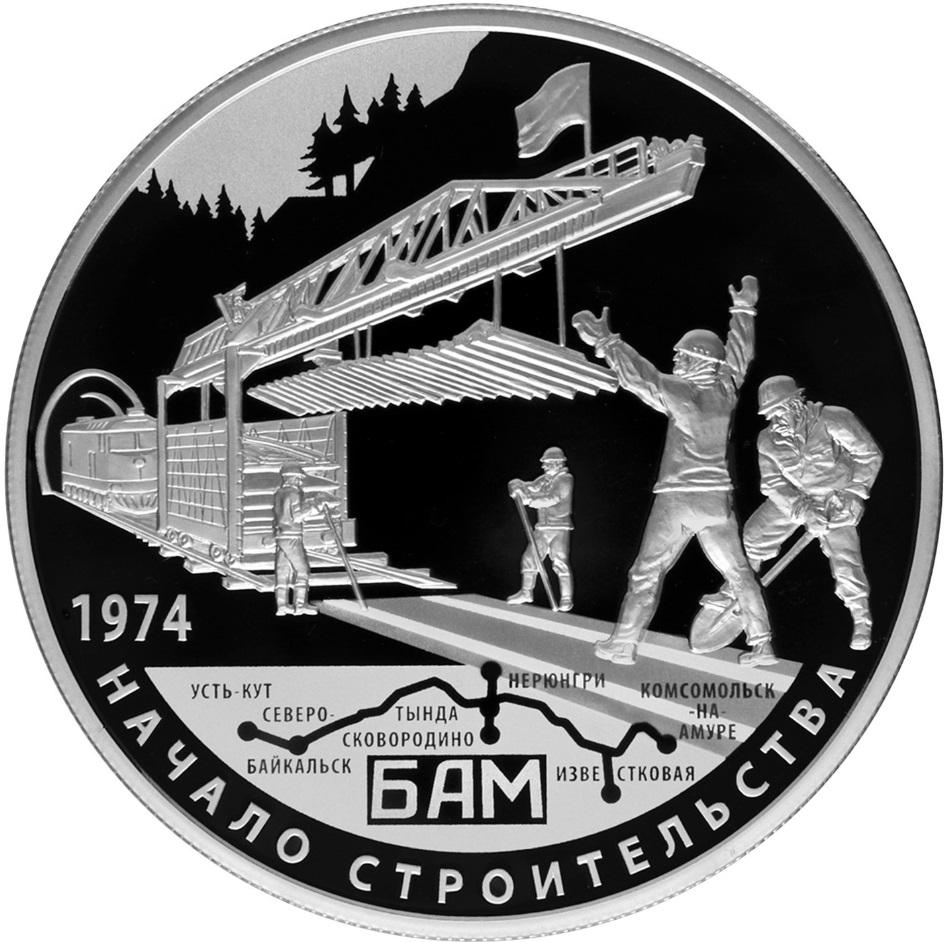
Памятная монета Банка России, посвящённая началу строительства БАМа

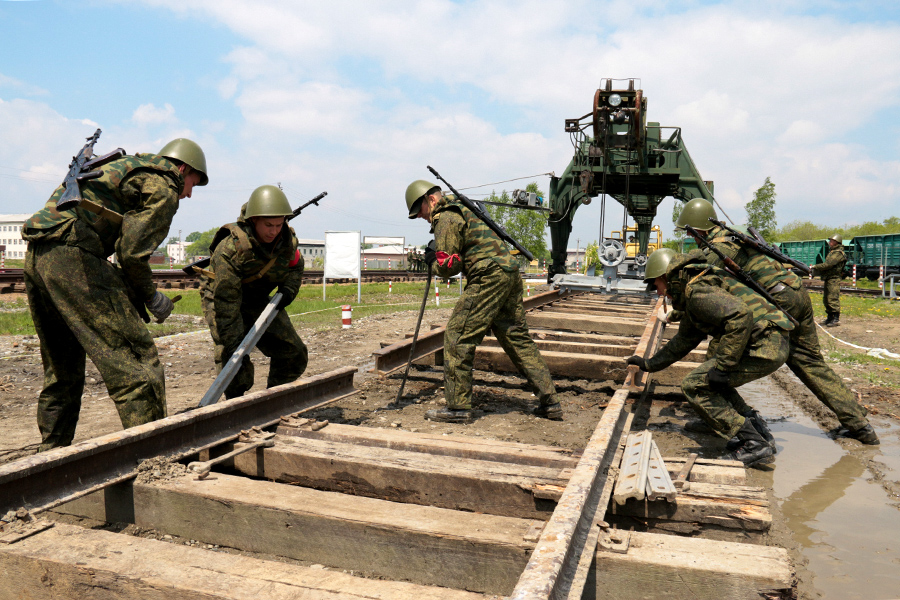
Соревнования железнодорожных войск России по строительству железной дороги

Во время строительства железных дорог осуществляются два основных вида работ: строительство земляного полотна и строительство искусственных сооружений. На земляных работах используют общую тяжёлую технику, такую как экскаваторы, бульдозеры, скреперы и другие. Применяется также специальная техника, такая как путеукладчики и звеносборочные машины для укладки пути, электробалластёры для балластировки пути и рихтовки рельсошпальной решётки. Для ремонта железных дорог используются различные путевые машины.
Обычно сначала строят один главный путь, а позже при необходимости, которая проявляется в процессе эксплуатации, строят второй и более пути. Поэтому на перспективных направлениях при строительстве полотна и искусственных сооружений предусматривают возможность в дальнейшем прокладки второго пути и увеличения площади железнодорожных станций.